# Begonia boliviensis
Espèce
Synonymes
- Begonia argentinensis Speg.[1] [2]
- Begonia boliviensis var. latitepala Irmsch.[1]

Begonia boliviensis est une espèce de plantes de la famille des Begoniaceae. C'est un bégonia tubéreux d'Amérique du Sud. L'espèce fait partie de la section Barya. Elle a été décrite en 1859 par Alphonse Pyrame de Candolle (1806-1893). L'épithète spécifique, boliviensis signifie « de Bolivie ».

## Répartition géographique
Cette espèce est originaire des pays suivants : Argentine ; Bolivie.

## Description

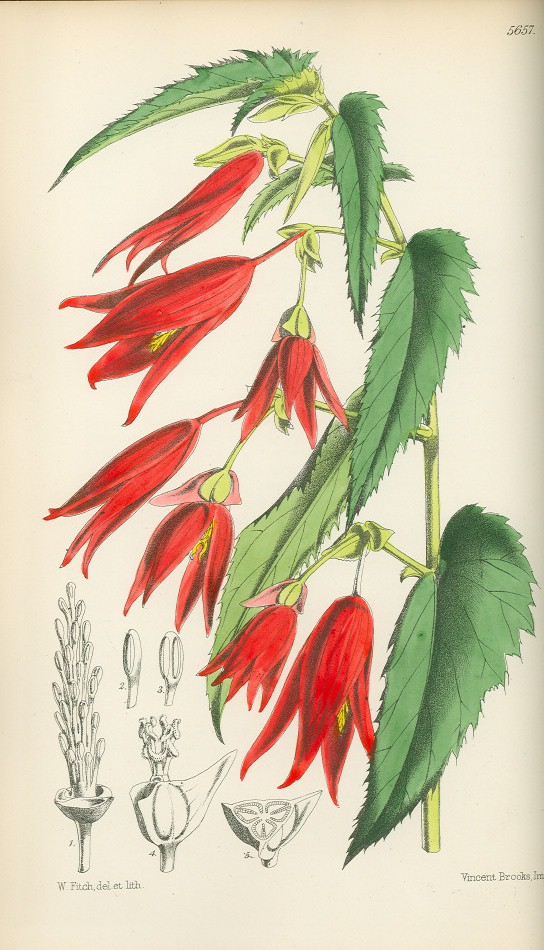
Planche botanique de 1867
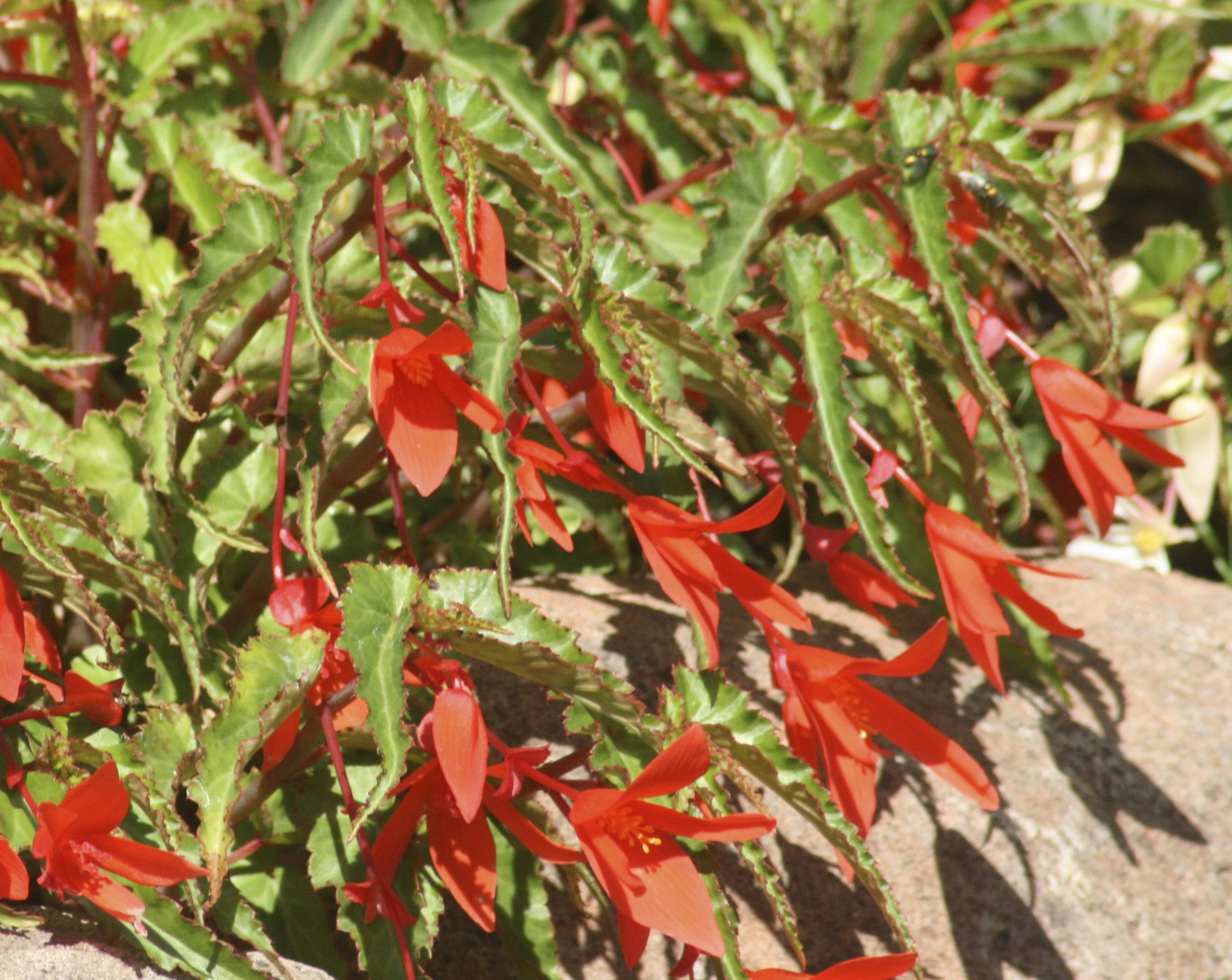
Groupe de plantes
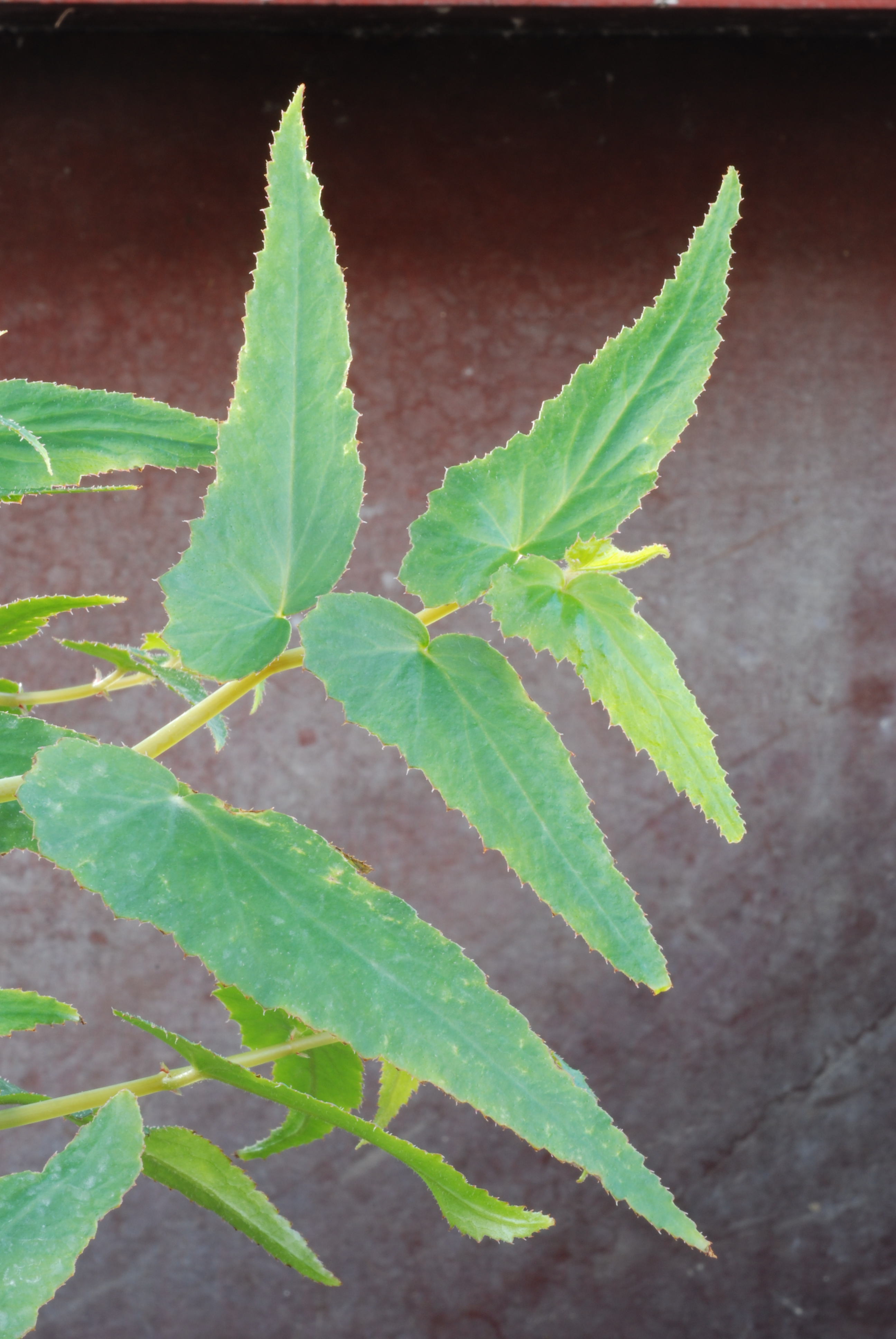
Détail des feuilles
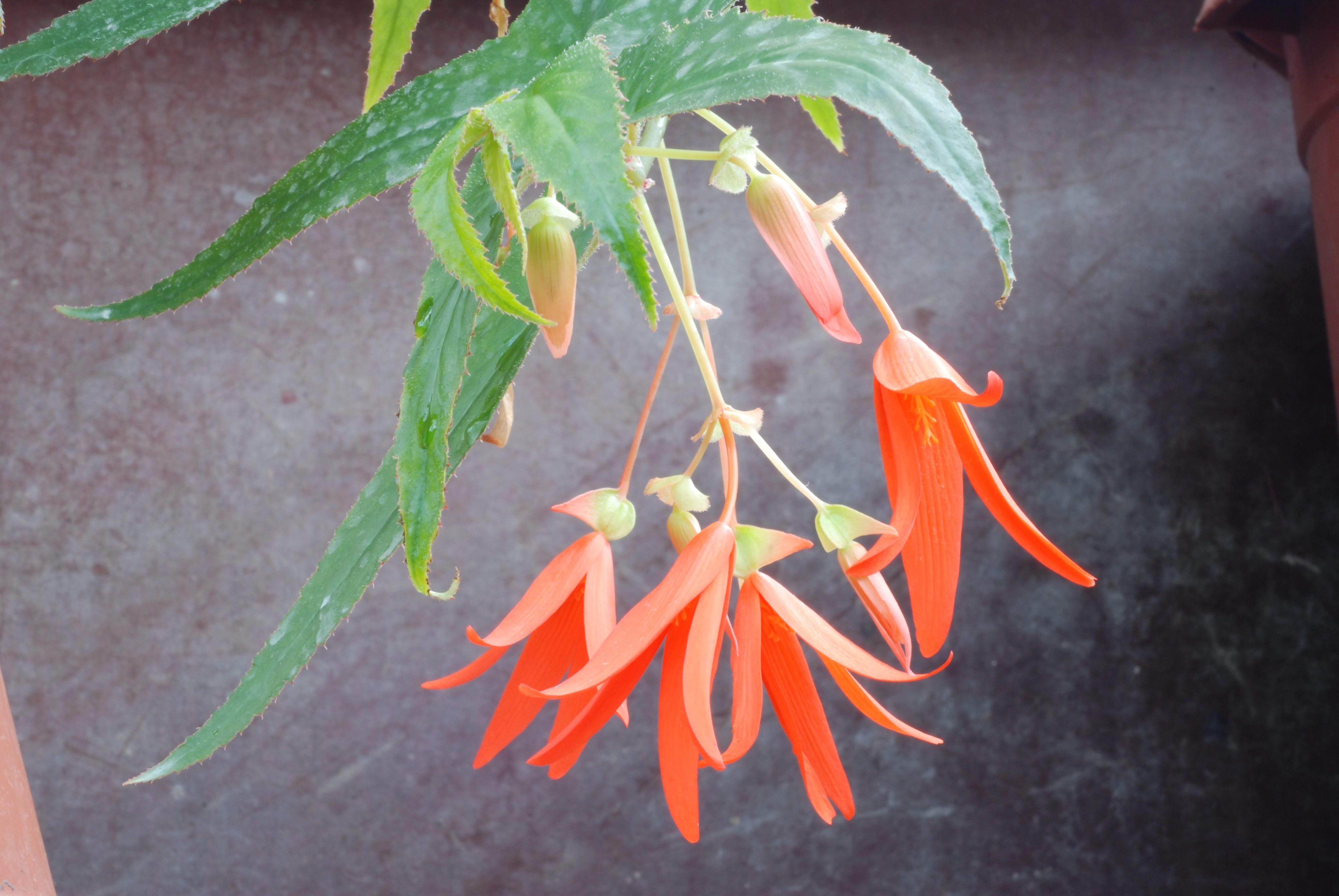
Détail des fleurs